# 공주정명학교
공주정명학교는 충청남도 공주시 송선동에 있는 공립 특수학교이다. 발달장애인 학생을 위한 교육환경을 만들기 위해 유치원, 초등학교, 중학교, 고등학교, 전공과가 통합된 형태의 학교이다.

## 연혁
- 1984년 1월 31일 : 공주정명학교 설립인가(초등부 12학급)
- 1984년 3월 22일 : 초등부 2학급 편성 개교(공주봉황초등학교에서)
- 1984년 8월 6일 : 신축교사로 이전
- 1986년 3월 8일 : 유치부 1학급 개설
- 1989년 9월 23일 : 중학부 설립 인가(6학급)
- 1990년 1월 1일 : 공주정명학교 설립자 변경 인가(도립)
- 1992년 10월 22일 : 고등부 설립 인가(6학급)
- 1997년 2월 28일 : 전공과 2년제 4학급 설립 인가
- 2011년 1월 22일 : 학교기업형 직업훈련실 시범학교 지정
- 2021년 3월 1일 : 국립공주병원 병원학교 개교
- 2023년 9월 1일 : 제19대 유양숙 교장 부임
- 2025년 1월 10일 : 초등학교 36회, 중학교 33회, 고등학교 30회, 전공과 27회 졸업
- 2025년 3월 1일 : 총 25학급 편성(초등학교 10학급, 중학교 5학급, 고등학교 4학급, 전공과 4학급, 병원학교 1학급, 재택학급 1학급)